# Love Regenerator 1
Love Regenerator 1 es un EP del productor escocés Calvin Harris (acreditado como Love Regenerator). Fue lanzado en enero de 2020 y tiene un sonido más enfocado al Techno, comparado con el trabajo anterior del Harris, el cual comparativamente, tenía mucha más cercanía al estilo House. 

## Contexto
Luego de lanzar en años anteriores canciones enfocadas al pop, el productor decidió crear nuevas canciones bajo un nuevo alias, Love Regenerator. En una entrevista con BBC Radio 1, Harris explicó que "empecé a sentir connotaciones casi negativas con ese nombre. No es mi nombre. Mi nombre es Adam."
En un comunicado de prensa, Harris indicó que el proyecto tiene como objetivo redescubrir la forma en que originalmente producía música en sus inicios, incluso antes de pensar en cómo sería recibido por el público en general. También, las características musicales del proyecto pretenden ser un throwback a la música electrónica de principios de los 90, teniendo un enfoque en el break, techno, entre otros.
Esto responde a unos comentarios que el mismo artista había realizado en 2018 sobre la música electrónica, expresando en aquel entonces que "el EDM ha tenido canciones lentas y tristes por años" y que "no tiene nada de común con la música que yo amo hacer" 

## Lista de canciones
| N.º   | Título                             | Escritor(es) | Duración |  |
| 1.    | «Hypnagogic (I Can't Wait)» (Edit) | Adam Wiles   | 3:14     |  |
| 2.    | «CP-1» (Edit)                      | Wiles        | 3:25     |  |
| 3.    | «Hypnagogic (I Can't Wait)»        | Wiles        | 4:23     |  |
| 4.    | «CP-1»                             | Wiles        | 5:56     |  |
| 16:55 |                                    |              |          |  |